# Чемпионат СССР по вольной борьбе 1976
32-й чемпионат СССР по вольной борьбе проходил в Одессе  с 13 по 16 мая 1976 года. В соревнованиях участвовало 227 борцов.

## Медалисты
| Весовая категория   | Золото                                         | Серебро                                    | Бронза                                        |
| ------------------- | ---------------------------------------------- | ------------------------------------------ | --------------------------------------------- |
| Наилегчайший вес    | Роман Дмитриев Вооружённые Силы (Москва)       | Сергей Корнилаев «Труд» (Москва)           | Владимир Поворознюк «Авангард» (Хмельницкий)  |
| Легчайший вес       | Александр Иванов Вооружённые Силы (Алма-Ата)   | Арсен Алахвердиев «Динамо» (Махачкала)     | Андро Сулаквелидзе «Локомотив» (Тбилиси)      |
| Полулёгкий вес      | Владимир Родионов «Локомотив» (Ленинград)      | Гурген Багдасарян «Спартак» (Ереван)       | Шамиль Гереев «Урожай» (Махачкала)            |
| Лёгкий вес          | Анатолий Зера Вооружённые Силы (Кишинёв)       | Владимир Гальвас «Спартак» (Караганда)     | Юрий Королёв «Красное Знамя» (Минск)          |
| 1-й полусредний вес | Павел Пинигин Вооружённые Силы (Киев)          | Николай Петренко «Авангард» (Киев)         | Александр Зубрилин Вооружённые Силы (Кишинёв) |
| 2-й полусредний вес | Руслан Ашуралиев «Урожай» (Махачкала)          | Мусан Абдул-Муслимов «Спартак» (Караганда) | Пётр Марта Вооружённые Силы (Кишинёв)         |
| 1-й средний вес     | Виктор Новожилов «Динамо» (Ленинград)          | Хасан Зангиев «Буревестник» (Наманган)     | Эдуард Фатиков «Буревестник» (Фергана)        |
| 2-й средний вес     | Анатолий Прокопчук «Спартак» (Москва)          | Бекхан Тунгаев Вооружённые Силы (Грозный)  | Хасрат Магомедов «Урожай» (Махачкала)         |
| Полутяжёлый вес     | Асланбек Бисултанов Вооружённые Силы (Грозный) | Алексей Атаманов Вооружённые Силы (Киев)   | Раш Хутаба «Динамо» (Сухуми)                  |
| Тяжёлый вес         | Сослан Андиев «Динамо» (Орджоникидзе)          | Владимир Паршуков «Спартак» (Сыктывкар)    | Борис Бигаев Вооружённые Силы (Киев)          |